# Centrale nucleare di Laguna Verde
Laguna Verde è una centrale nucleare situata ad Alto Lucero, nello stato di Veracruz, in Messico. Produce circa il 4,8% del fabbisogno energetico nazionale messicano ed è l'unico impianto nucleare presente nel paese. È composta da due reattori BWR di tipo BWR-5, che producono 650 MWe ciascuno. La centrale è controllata e gestita dalla Comisión Federal de Electricidad (CFE), la compagnia elettrica nazionale posseduta dal governo messicano.

## Storia
La costruzione della prima unità iniziò nell'ottobre 1976 e la sua attivazione avvenne nel 1989. La costruzione della seconda unità fu avviata invece nel 1977 e l'attivazione nel 1994.
Da quando l'impianto è operativo, ci sono state costanti proteste circa il suo impatto ambientale ed accuse su inadeguate misure di sicurezza, oltre a critiche da parte di organizzazioni internazionali come Greenpeace. La CFE ha ripetutamente smentito tali pericoli, dichiarando che la centrale è tra le più sicure al mondo e che rispetta tutti gli standard internazionali per la sicurezza sull'energia nucleare.
Nel 1999 fu implementato un piano di gestione ambientale, basato sullo standard ISO 14001 standard. Nel 2003, l'impianto ha ottenuto la certificazione secondo lo standard ISO 9001:2000.

## Possibile espansione
Nel settembre 2006 il governo messicano annunciò i piani per l'espansione della centrale, smentendo così presunte voci sullo smantellamento dell'impianto. Secondo il progetto, la produzione di energia elettrica verrà aumentata a 1500 MW. I prezzi elevati nel mercato del gas naturale avevano creato interessi per la costruzione di una seconda centrale nucleare, ma per ragioni economiche e politiche tale ipotesi fu scartata.
I piani per innalzare la capacità dell'impianto usando gli attuali reattori sono ad uno stadio avanzato; ciò potrebbe comportare un aumento di potenza di circa il 20%.